# 티그리냐인

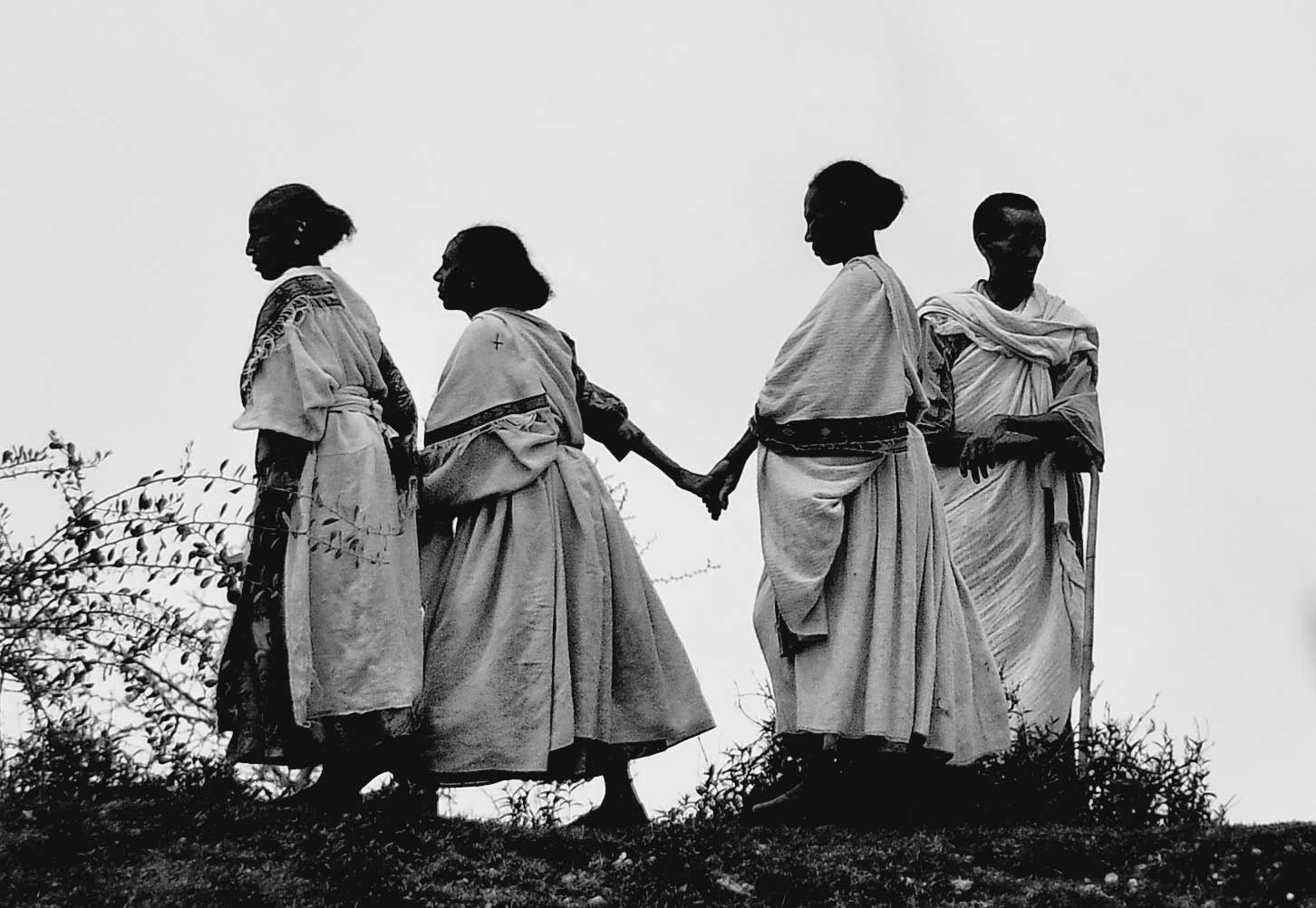

티그리냐인은 티그리냐어를 쓰는 에리트레아의 민족이다. 유사한 민족으로는 에티오피아에서 티그리냐어를 쓰는 티그라이인이 있다.